# Enric Saborit
Enric Saborit Teixidor (* 27. April 1992 in Barcelona) ist ein spanischer Fußballspieler.

## Karriere
Saborit begann seine Karriere bei Espanyol Barcelona. 2008 kam er in die Akademie von Athletic Bilbao. Im September 2010 spielte er erstmals für das Farmteam CD Baskonia in der Tercera División. Im Oktober 2010 debütierte er für Athletic Bilbao B in der Segunda División B. Im November 2012 stand Saborit erstmals im Kader der Profis, wurde jedoch nicht eingesetzt. Im August 2013 debütierte er am zweiten Spieltag der Saison 2013/14 gegen CA Osasuna in der Primera División.
Im Juli 2014 wurde Saborit an den Zweitligisten RCD Mallorca verliehen. Für Mallorca absolvierte er 16 Partien in der Segunda División.
Im Sommer 2015 kehrte er zu Bilbao zurück, wo er wieder für die Zweitmannschaft zum Einsatz kam, die inzwischen in die Segunda División aufgestiegen war. Sein einziges Spiel in der Saison 2015/16 für die Hauptmannschaft absolvierte er in der Europa League gegen AZ Alkmaar. Für Bilbao B kam er auf 26 Einsätze. Mit Bilbao B musste er zu Saisonende wieder in die Segunda División B absteigen.
Zur Saison 2018/19 wechselte er nach Israel zu Maccabi Tel Aviv, wo er direkt Stammspieler war.